# William Heytesbury
William Heytesbury était un philosophe et un universitaire anglais du Moyen Âge, qui fut un grand logicien du XIVe siècle. Il s'intéressa également à des problèmes de cinématique. Il était un des quatre Calculateurs d'Oxford avec Thomas Bradwardine, John Dumbleton et Richard Swineshead.

## Biographie
William Heytesbury fut l'un des maîtres les plus éminents de l'École d'Oxford, fellow du Merton College en 1330, et ayant appartenu au Queen's College vers 1340. De plus, il a été chancelier de l'université d'Oxford en 1371.

## Œuvres
- 1335 - Regulae solvendi sophismata (Rules for Solving Sophisms) 
  - 1. On insoluble sentences
  - 2. On knowing and doubting
  - 3. On relative terms
  - 4. On beginning and ceasing
  - 5. On maxima and minima
  - 6. On the three categories
- 1483 - De probationibus conclusionum tractatus regularum solvendi sophismata -, Pavia 1483
- De tribus praedicamentis
- De probationibus conclusionum tractatus regularum solvendi sophismata (On the Proofs of Conclusions from the Treatise of Rules for Resolving Syllogisms)
- Liber Calculationum